# Эскейпология

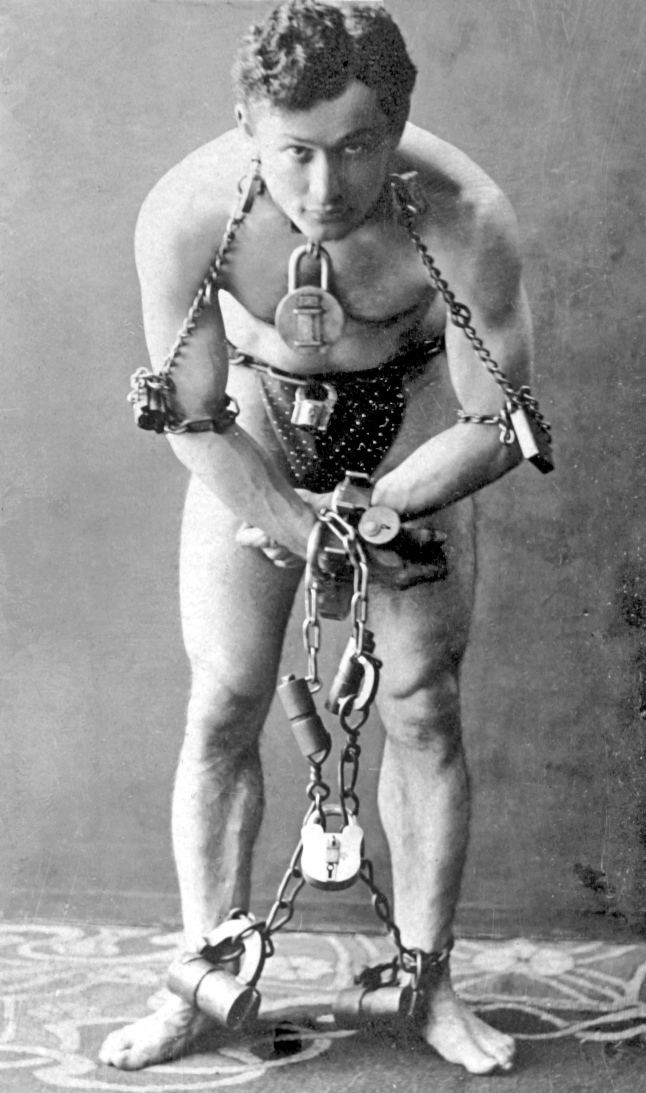
Гарри Гудини — известный исполнитель трюков с побегами

Эскейполо́гия (англ. Escapology, иногда эскаполо́гия) — разновидность иллюзионизма, искусство освобождения от пут посредством костных и мускульных манипуляций. Исполнитель трюка, которого по-английски называют «escapologist», может освободиться от наручников, смирительной рубашки, выбраться из клетки, гроба, стальной коробки, бочки, мешка, горящего здания, аквариума и других опасностей, которые часто сочетаются в одном представлении.

## История
Искусство освобождения от ограничений и из закрытых пространств было умением, развиваемым и используемым исполнителями в течение очень долгого времени. Первоначально оно не показывалось как прямое действие, а использовалось тайно, чтобы создавать иллюзии, такие как исчезновение или превращение. В 1860-х годах братья Давенпорт давали представления по освобождению себя от верёвок и узлов, используя искусство для создания впечатления влияния спиритуализма. Другие иллюзионисты воссоздавали отдельные трюки братьев, чтобы разоблачать их экстрасенсорные способности.
Через тридцать лет Гарри Гудини начал показывать это искусство как отдельное представление, построив карьеру на демонстрации способности сбежать из огромного разнообразия ограничений и трудных ситуаций. Выступления Гудини помогли определить основной репертуар эскейпологии, включающий освобождение от наручников, замков, смирительных рубашек, почтовых мешков, пивных бочек и тюремных камер.
Считается, что термин escapology был введен австралийским иллюзионистом Мюрреем (Норман Мюррей Уолтерс), современником Гудини.

## Организации
UKEA — профессиональная организация в Великобритании, основана в 2004 году.
International Escapologists Society — интернет-сообщество, посвящённое искусству побега на международном уровне.
Escape Masters — основано в 1985 году Норманом Бигелоу, издаёт журнал с 2001 года.

## Формы представлений
- Скрытое — стиль исполнения, когда освобождение проходит за экраном или в шкафу, чтобы защитить секреты исполнения. Недостатком является то, что зрители могут ошибочно предполагать наличие помогающего ассистента, которого они, возможно, не видят.

- Полностью обозримое — форма представления, популяризованная Нилом Бигелоу в 1970-х, при которой зритель видит все манипуляции исполнителя.

- Побег или смерть — форма представления, созданная Гудини, предполагающая как минимум три смертельные опасности для жизни исполнителя. Среди опасностей: смерть в результате утопления, смерть от удушья (в герметичных корпусах, например, гробах) и смерть от падения.

## Известные исполнители
- Гарри Гудини
- Рэнди, Джеймс
- Мэйджор Замора[англ.]
- Фрэнк Рено (см. Банда Рено[англ.])
- Стив Сантини (англ. Steve Santini)
- Дороти Дитрих[англ.]
- Дин Гуннарсон[англ.]
- Алан Алан[англ.]
- en:Bill Shirk
- Jonathan Goodwin
- Kristen Johnson
- en:Roslyn Walker
- en:Gopinath Muthukad